# هرا ۱۰۳

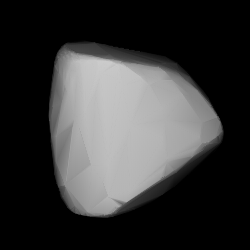
مدل سه بعدی محدب هرا ۱۰۳

سیارک ۱۰۳ (به انگلیسی: 103 Hera) صد و سومین سیارک کشف شده‌است که در ۷ سپتامبر ۱۸۶۸ کشف شد.
قدر مطلق سیارک برابر ۷٫۶۶ است.